# Пригородний (Оренбурзький район)
При́городний (рос. Пригородный) — селище у складі Оренбурзького району Оренбурзької області, Росія.

## Населення
Населення — 4223 особи (2010; 3240 у 2002).
Національний склад (станом на 2002 рік):
- росіяни — 85 %